# Leucocelis polysticta
Leucocelis polysticta är en skalbaggsart som beskrevs av Hermann Julius Kolbe 1892. Leucocelis polysticta ingår i släktet Leucocelis och familjen Cetoniidae. Inga underarter finns listade i Catalogue of Life.